# Imma contenta
Imma contenta är en fjärilsart som beskrevs av Edward Meyrick 1916. Imma contenta ingår i släktet Imma och familjen Immidae. Inga underarter finns listade i Catalogue of Life.